# Selina
Selina ist ein weiblicher Vorname.

## Herkunft und Bedeutung
Für den Namen Selina existieren verschiedene Herleitungen.
- Variante von Celina[1] bzw. Céline[2]
- Variante von Celestina[2] (siehe Cölestina)
- Variante von Ascelina[2]
  - Variante von Ascelin[3], der von einem Diminutiv des altgermanischen Elements asc „Esche“ abgeleitet wird.[4]
  - Variante von Asselina[2] und Asselin[5], der eine flämische Form von verkürzten zweigliedrigen germanischen Namen mit dem ersten Element ans- „Gott“, „Ase“ darstellt[6]
- Variante von Selena[1][2]
  - von der Mondgöttin Selene, von altgriechisch σελήνη selénē „Mond“[1][7]

## Verbreitung
In Österreich stieg Selina im Jahr 1992 in die Top-100 der Vornamenscharts auf und gehörte von 1996 bis 2015 zu den 50 beliebtesten Mädchennamen. Mit Rang 8 erreichte er seine höchste Platzierung in den Jahren 2001 und 2002. Im Jahr 2023 belegte er Rang 90 der Hitliste.
Auch in der Schweiz zählte Selina um die Jahrtausendwende zu den 20 beliebtesten Mädchennamen. Seine Popularität sank insbesondere ab den 2010er Jahren, sodass er seit 2021 nicht mehr zur Top-100 der Vornamenscharts zählt.
Der Name Selina kommt in Deutschland seit den 1980er Jahren in den Vornamenscharts vor und stieg in den 1990er Jahren erstmals in die Top-100 der Vornamenscharts auf. Vor allem im Jahr 1997 sowie in der Mitte der 2000er Jahre erfreute er sich großer Beliebtheit. Mit Rang 51 erreichte er seine höchste Platzierung in den Vornamenscharts im Jahr 2006. Seitdem verlor der Name kontinuierlich an Popularität, sodass er im Jahr 2016 die Top-100 der Vornamenscharts verließ. Im Jahr 2023 belegte er Rang 184 der Hitliste. Besonders beliebt ist der Name in Bayern und Baden-Württemberg.

## Varianten

### Über die Wurzelasc
- Weibliche Varianten
  - Französisch (mittelalterlich): Ascelina, Acelina
- Männliche Varianten
  - Germanisch: Ascelin, Asco
  - Friesisch: Asse

### Über die Wurzelans
- Weibliche Varianten: Asselina
- Männliche Varianten: Asselin

### Über die Wurzelσελήνη
Weibliche Varianten
- Englisch: Selena
- Französisch: Sélène, Séléné, Séléna
- Griechisch: Σελήνη Selini
  - Altgriechisch: Σελήνη Selénē
- Spanisch: Selena

## Bekannte Namensträger
- Selina Atay (* 2001), türkische Tennisspielerin
- Selina Böttcher (* 1998), deutsche Schauspielerin und Synchronsprecherin
- Selina Boveleth (* 1999), deutsche Fußballspielerin
- Selina Bübl (* 1992), österreichische Musikerin
- Selina Bühler (* 1995), deutsche Fußballspielerin
- Selina Cerci (* 2000), deutsche Fußballspielerin
- Selina Chemunge Chelimo (* 1973), kenianische Marathonläuferin
- Selina Chönz (1910–2000), Schweizer Autorin
- Selina Dal (* 2001), deutsche Tennisspielerin
- Selina Davenport (1779–1859), britische Romanautorin
- Selina Egle (* 2003), österreichische Rennrodlerin
- Selina Freitag (* 2001), deutsche Skispringerin
- Selina Gasparin (* 1984), Schweizer Biathletin
- Selina Giles (* 1972), britische Schauspielerin
- Selina Graf (* 1994), österreichische Schauspielerin
- Selina Grotian (* 2004), deutsche Biathletin
- Selina Gschwandtner (* 1994), deutsche Sportschützin
- Selina Hastings (* 1945), britische Schriftstellerin
- Selina Hastings (1707–1791), englische Adlige und Mitbegründerin des Methodismus
- Selina Heregger (* 1977), österreichische Skirennläuferin
- Selina Herrero (* 1993), deutsche Popsängerin
- Selina Hocke (* 1996), deutsche Schwimmerin
- Selina Hossain (* 1947), bangladeschische Autorin
- Selina von Jackowski (* 1997), Schweizer Hürdenläuferin
- Selina Jörg (* 1988), deutsche Snowboarderin
- Selina Kalmbach (* 1998), deutsche Handballspielerin
- Selina Kriechbaum (* 1995), deutsches Model und Schönheitskönigin
- Selina Kuster (* 1991), Schweizer Fußballspielerin
- Selina Mour (* 2000), deutsche Influencerin und Sängerin
- Selina Shirin Müller (* 1993), deutsche Popsängerin
- Selina Nowak (* 1990), deutsche Fußballspielerin
- Selina Ostermeier (* 1999), deutsche Fußballspielerin
- Selina Ott (* 1998), österreichische Trompeterin
- Selina Özuzun Doğan (* 1977), türkische Rechtsanwältin und Parlamentsabgeordnete
- Selina Peterson (* 1983), deutsche Illustratorin und Grafikdesignerin
- Selina Rutz-Büchel (* 1991), Schweizer Mittelstreckenläuferin
- Selina Sharma, italienisch-indische Musikwissenschaftlerin und Sängerin
- Selina Sondermann (* 1992), österreichische Regisseurin und Drehbuchautorin
- Selina Spitz (* 1984), österreichische Biathletin
- Selina Steiger (* 1992), Schweizer Unihockeyspielerin
- Selina Ströbele (* 1987), deutsche Schauspielerin
- Selina Vobian (* 2002), deutsche Fußballspielerin
- Selina Wagner (* 1990), deutsche Fußballspielerin